# Вязьмітінов Василь Юхимович
Вязьмітінов Василь Юхимович, Вязмітінов Василь Юхимович (рос. Василий Ефимович Вязмитинов (Вязьмитинов); 1874—1929) — російський воєначальник, генерал-лейтенант.

## Життєпис
Народився 22 лютого 1874 року в міщанській родині.
Отримав домашню освіту. Потім витримав офіцерський іспит в Одеському піхотному юнкерського училища в 1896 році. Також закінчив Миколаївську академію Генерального штабу (1904 р., по 1-му розряду).
На військову службу вступив 3 листопада 1892 р. випустившись з юнкерського училища підпоручиком (01.01.1896) в 21-й піхотний Муромський полк. Поручик (01.09.1898). Штабс-капітан (01.09.1902).
Після закінчення академії брав участь у російсько-японській війні 1904—1905 років. Капітан (31.05.1904).
Від 16.07.1905 до 24.11.1910 — помічник старшого ад'ютанта штабу Одеського військового округу. Цензове командування ротою відбував у 14-му стрілецькому полку (10.11.1908-07.11.1909). Підполковник (29.03.1909).
Від 24.11.1910 до 14.10.1911 — старший ад'ютант штабу Заамурского округу окремого корпусу прикордонної варти. Від 14 жовтня 1911 р. був відряджений до Чугуївського військового училища для викладання військових наук. Полковник (ст. 25.03.1912).
З грудня 1915 року — на фронті Першої світової війни, командир 15-го Сибірського стрілецького полку (з 09.12.1915) На 3 січня 1917 р. перебував на тій же посаді. Начальник штабу 20-ї Сибірської стрілецької дивізії з січня 1917 року, а з березня — начальник оперативного відділення в управлінні генерал-квартирмейстера штабу 12-ї армії (у 02.04.1917 значиться на посаді начальника штабу Сибірської стрілецької дивізії).
Генерал-майор (02.04.1917; 02.04.1917; за відмінну службу). 8 травня 1917 був призначений генералом Радко Дмитрієвим (командувачем 12-ї армії) — на посаду командира 136-ї піхотної дивізії. У боях під час прориву німців під м. Ригою 18-19 серпня 1917 р. його дивізія зуміла зупинити німців до виходу на ризьке шосе. Врешті було врятовано від оточення 2-й і 6-й Сибірські корпуси і штаб 12-ї армії. За ці бої Вязмітінов був нагороджений орденом св. Георгія і отримав звання генерал-лейтенанта з призначенням на посаду командира 6-го Сибірського армійського корпусу (10.09.1917).
Після Жовтневого перевороту служив у Добровольчої армії (з 1918 р.). Був начальником відділу Генерального штабу армії, а потім — з початку 1919 р. — помічник начальника Військового управління у штабі ЗСПР. У березні 1920 р. Вязмітінов замінив генерала Кельчевського А. К. на посаді військового й морського міністра уряду Півдня Росії. У Російській армії генерала Врангеля він був начальником Військового управління в уряді Півдня Росії.
Після евакуації російської армії з Криму та розпуску уряду Півдня Росії, в 1921 р. був призначений в Болгарії військовим представником Головнокомандувача.
18 травня 1922 р. за рішенням уряду Болгарії висланий з країни.
У 1923 р. переїхав до м. Белграду і зайняв посаду управителя справами навчального відділу Державної комісії у справах російських біженців в Королівстві СХС. У той же час був співробітником редакції «Військового збірника», що виходив у Белграді під редакцією бувших полковників Генерального штабу Російської імперії — В. М. Проніна та І. Ф. Патронова.
У 1926 р. Вязмітінов був учасником Російського Закордонного з'їзду в м. Парижі.
Помер 29 січня 1929 р. в м. Белграді. Похований на Новому кладовищі.

## Нагороди
1. орден св. Станіслава 3-го ступеня з мечами і бантом (1904 р.);
2. орден св. Володимира 4-го ступеня (1906 р.);
3. орден св. Станіслава 2-го ступеня (10.04.1911);
4. орден св. Володимира 3-го ступеня (16.06.1915);
5. орден св. Георгія 4-го ступеня (1917 р.).